# Shchel' (sjö i Antarktis)
Shchel' är en sjö i Antarktis. Den ligger i Östantarktis. Australien gör anspråk på området. Shchel' ligger 127 meter över havet.  Den sträcker sig 0,6 kilometer i nord-sydlig riktning, och 0,5 kilometer i öst-västlig riktning.